# Homa Darabi
Homa Darabi, née en janvier 1940, est une pédiatre et psychiatre, militante iranienne des droits des femmes, qui s'est immolée par le feu le 21 février 1994 à Téhéran.

## Biographie
En 1959, elle commence des études de médecine à l'université de Téhéran. En 1960, elle est brièvement emprisonnée pour avoir manifesté contre le régime du chah, Mohammad Reza Pahlavi. En 1963, elle épouse un camarade de classe et commence à pratiquer comme médecin dans un village rural. En février 1968, à la suite d'examens de qualification, elle est autorisée à pratiquer aux États-Unis et s'y rend pour reprendre des études, dans le domaine de la pédiatrie et de la psychiatrie. À partir de juillet 1971, elle recommence à exercer dans le New Jersey, et à New York, tout en continuant ses études.
En 1976, elle revient en Iran, et obtient un poste universitaire, première femme à être nommée directrice de la clinique psychiatrique infantile de l'université de Téhéran. Elle est favorable à la révolution de 1979. Elle rencontre d'ailleurs Abolhassan Bani Sadr, premier président de la République islamique d'Iran en 1980, et lui fait part d'évolutions nécessaires pour la place des femmes. En 1979, Rouhollah Khomeini, devenu Guide de la Révolution, décrète que les femmes doivent porter le hijab au travail. Elle refuse. Elle est préservée pendant plusieurs années, mais est finalement mutée puis, en 1990, renvoyée de son poste de professeur, pour violation des règles islamiques. Elle continue à pratiquer à titre privé. Elle est à la fois harcelée par quelques patients sur cette question du port du voile islamique, et sollicitée pour des postes universitaires, mais à condition de se plier à ces contraintes imposées aux femmes. Le 21 février 1994,  Darabi s'immole sur l'une des places les plus fréquentées de Téhéran, la place Tajrish, après avoir déchiré le tchador qu'elle porte et s'être aspergée d'essence, en criant « Mort À la tyrannie ! Vive la liberté ! Vive l'Iran ! ». Un mois plus tôt, sur cette même place, une jeune femme de 16 ans avait été tuée par des gardes de la Révolution, après avoir été arrêtée pour avoir osé porter du rouge à lèvres,.